# Serienfertigung

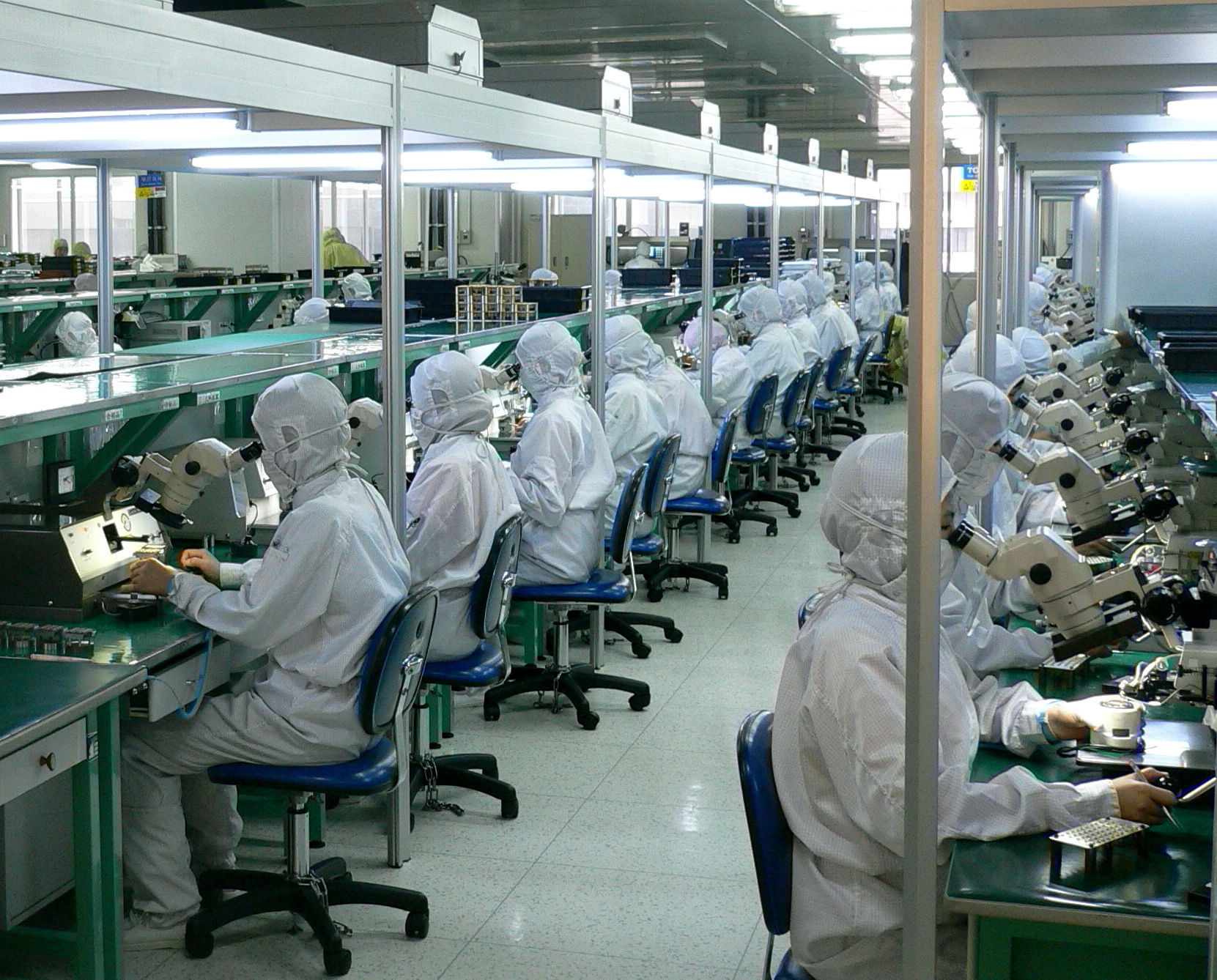
Fertigung von optischen Systemen in China

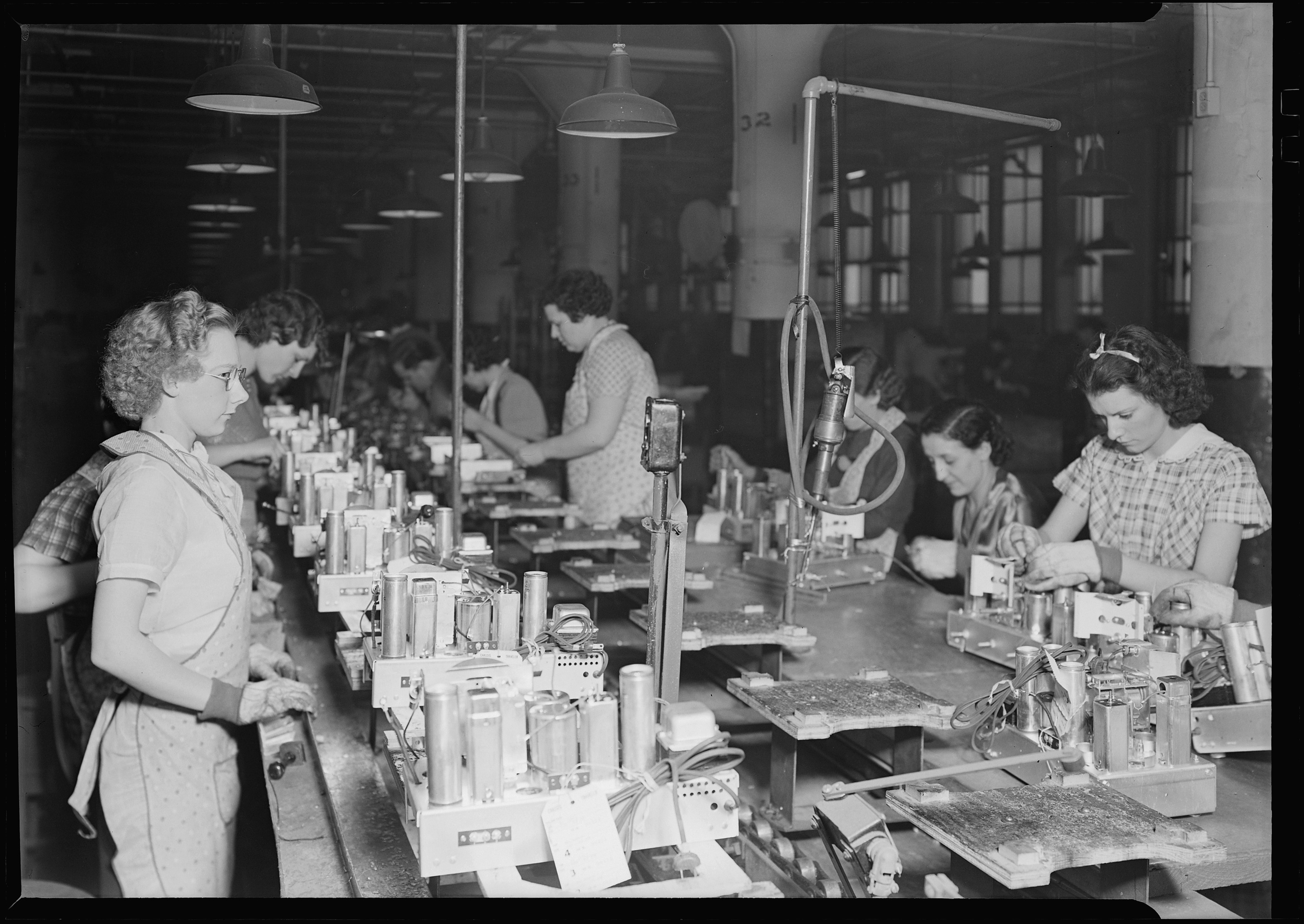
Radioapparatebau in den 1930er-Jahren

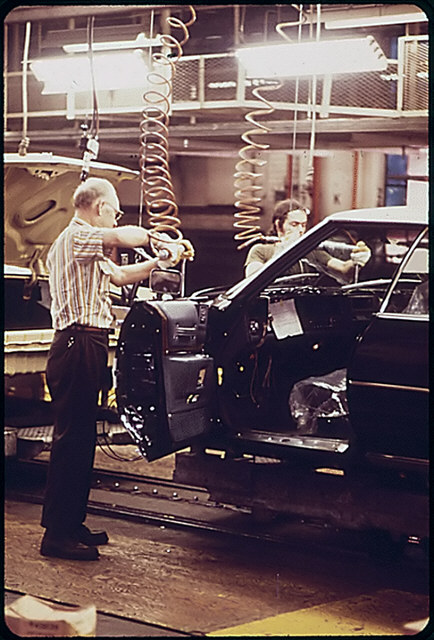
KFZ-Produktion in den 1970er-Jahren

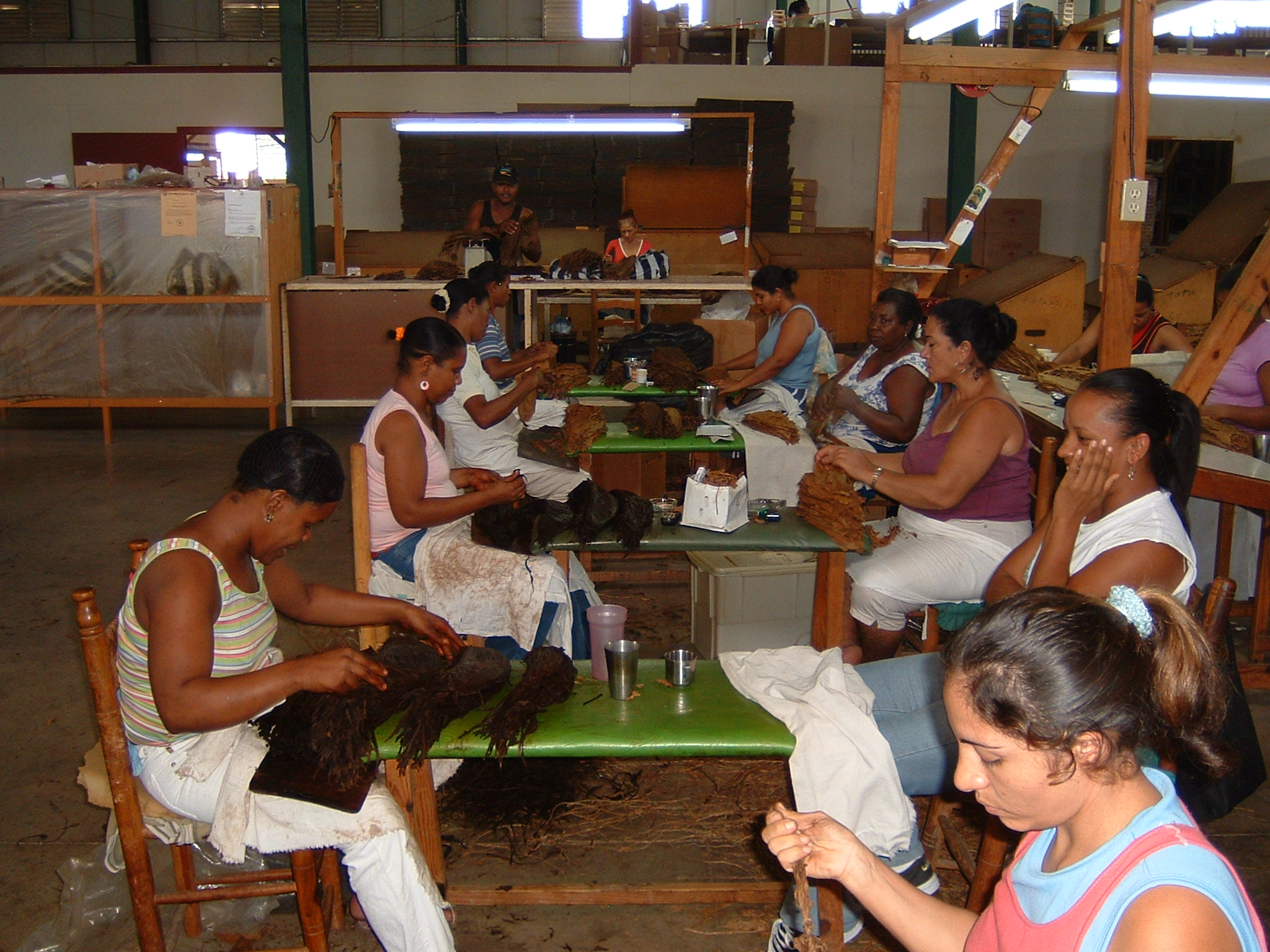
Zigarrenfertigung in der Dominikanischen Republik

Die Serienfertigung (lateinisch serere, „aneinanderreihen“, „zusammenfügen“) ist in der Industrie ein Produktionstyp, der durch die gleichzeitige oder unmittelbar aufeinander folgende Produktion mehrerer gleichartiger Produkte (Serie) gekennzeichnet ist, die auch Serienprodukte genannt werden.
Die Serienfertigung findet mit einer großen, aber begrenzten Anzahl von Wiederholungen statt. Ist der Leistungsumfang einer Serie abgeschlossen, beginnt die Herstellung einer anderen Serie. Das Kennzeichen der Serienfertigung ist entsprechend die sich wiederholende und zielführende Schaffung und/oder Bearbeitung eines jeweils schließlich gleich bleibenden (Teil-)Produktes in großer Zahl, das in Gesamt- oder Teilprozessen zu Halb- bzw. Fertigerzeugnissen durch die Arbeitskräfte und/oder unter Einsatz von Maschinen oder direkt maschinell erzeugt oder bearbeitet worden ist und das bei gleicher Formgebung in Größe und Menge pro Einheit eine – je Serie – sichtbare (Form-)Gleichheit beim jeweiligen Produkt erzeugt. Als Teilserie kommen dabei bewusst gewählte Abweichungen betreffend Farbe und/oder Material bei gleichbleibender Form und großer Anzahl am jeweils gleichen (End-)Produkt in Frage, während die Produktion von Chargen oder Losen sich auf die leichte qualitative Abweichung der zu verarbeitenden Rohstoffe für Medikamente und Lebensmittel beziehen, die für die Produktion und Verarbeitung bewusst in Kauf genommen werden müssen.
Neben der Serienfertigung unterscheidet man als Fertigungsarten die Einzelfertigung, die Massenfertigung, die Sortenfertigung sowie die Chargenfertigung.

## Fertigungsverfahren
Bevor es zu einer Fertigung eines Produkts kommt, werden zunächst Prototypen (handwerkliche Einzelstücke) gefertigt. Anhand dieser ersten Muster wird das Aussehen, die Beschaffenheit, die Zusammensetzung und am Schluss der Ablauf der Herstellung festgelegt. Durch die Festlegung dieser Punkte ist ein Serienprodukt definiert. Vor der Freigabe der Serienproduktion wird oftmals zuerst eine Nullserie angefertigt.
Mit der Einführung der Fließbandfertigung durch Henry Ford hat sich im Automobilbau die Serienfertigung sehr schnell verbreitet. Aufgrund der Globalisierung und des zunehmenden Wettbewerbs bieten heute zum Beispiel auch viele Fahrzeughersteller ihren Kunden die Möglichkeit an, die angebotenen Serienfahrzeuge durch kundenspezifische Ausstattungen zu individualisieren. Neben der Serienfertigung wird dadurch eine mehr oder weniger separate Sonderfertigung erforderlich.
Eine Serie eines Produkts wird in der Regel so lange produziert, wie sie sich gewinnbringend am Markt verkaufen lässt. Die Hersteller reagieren hierbei individuell auf unterschiedliche Faktoren: Geschmack der potentiellen Kunden, Jahreszeiten, günstigere oder bessere Ausgangsmaterialien, verbesserte Fertigungsschritte und die Konkurrenzsituation am Markt.
Die ersten Produkte, welche die Grenze von 1000 produzierten Stück pro Monat überschritten, waren wahrscheinlich
der Colt Pocket Percussion Revolver, von dem 1847 bis 1873 ganze 364.000 Stück produziert wurden,
der Colt 1851 Navy Revolver, von dem von 1850 bis 1873 über 250.000 Stück produziert wurden, und
das Colt Army Model 1860, von dem von 1860 bis 1873 über 200.000 Stück produziert wurden.
Singer 12 „New Family“ Nähmaschine von der ab 1863 bis 1898 ca. 12 Millionen Stück produziert wurden (Schottland und USA)
THONET 214 Kaffeehausstuhl (Wien) mit 50 Millionen Stück ab ca. 1851 bis 1900 (insgesamt etwa 120 Millionen)
Auch zu nennen sind:
- Joseph-Marie Jacquards reproduzierbaren Endlostextilien[6]
- Terrakottakrieger in China (ca. 200 v. Chr.)[7]

## Fertigungstypen
Nach der Homogenität der Produkte und der Häufigkeit der Leistungswiederholung wird zwischen Einzelfertigung, Massenfertigung, Serienfertigung und Sortenfertigung unterschieden:
| Fertigungstyp   | Merkmale | Beispiele                         |
| --------------- | --- | --------------------------------- |
| Einzelfertigung | ein Produkt/eine Dienstleistung wird nur einmal hergestellt, auch wenn später gleiche oder ähnliche Produkte/Dienstleistungen hergestellt werden                     | Bauwirtschaft, Friseur            |
| Massenfertigung | große Mengen an Produkten/Dienstleistungen werden wiederholt auf derselben Produktionsanlage hergestellt                                                             | Konsumgüter, Zahlungsverkehr      |
| Serienfertigung | die gleichzeitige oder unmittelbar aufeinander folgende Produktion mehrerer gleichartiger Produkte (Serie) auf verschiedenen Produktionsanlagen                      | Automobilindustrie, Modeindustrie |
| Sortenfertigung | produktions- und absatzverwandte Produkte in verschiedenen Ausprägungen, die in größeren Stückzahlen nacheinander auf derselben Produktionsanlage hergestellt werden | Brauerei, Buchdruck               |

Es kommt insbesondere darauf an, ob eine oder mehrere Produktionsanlagen zum Einsatz kommen und inwieweit die Durchlaufzeiten synchronisiert sein müssen.
Der Zusammenhang zwischen der Fertigungsart für bestimmte Produktgruppen und der Fertigungsorganisation erschließt sich aus folgender Übersicht:

| Fertigungstyp                    | Produkte Produktgruppen                | Fertigungsorganisation                           |
| -------------------------------- | -------------------------------------- | ------------------------------------------------ |
| Einzelfertigung                  | Produktion nach Kundenauftrag          | Baustellenfertigung                              |
| Einzel- und Kleinserienfertigung | Bauteile, Ersatzteile                  | Produkte mit Produktvarianten nach Kundenauftrag |
| Serienfertigung                  | Standardprodukte mit Produktvarianten  | Werkstatt- und Gruppenfertigung                  |
| Massenfertigung                  | Standardprodukte ohne Produktvarianten | Fließbandfertigung                               |

Auch bei Dienstleistungen besteht oft die Möglichkeit der Serienfertigung (englisch batching), wenn eine relativ homogene Zielgruppe einer gemeinsamen Durchlaufzeit unterzogen werden kann wie bei Bildung (Schulklassen, Universitäten), Sprechstunden (Ärzte, öffentliche Verwaltung), Tourismus (Massentourismus, Pauschalreise), Transportwesen (Gütertransport, Personentransport) oder Unterhaltung (Kino, Konzerte, Museen, Veranstaltungen). Hier kommt häufig die Warteschlange als unerwünschtes Organisationsmittel vor.

## Unterscheidung nach Anzahl
Bezogen auf die Menge kann zwischen der Kleinserienfertigung mit geringer Menge gleichartiger Produkte (z. B. Kranbau) und der Großserienfertigung mit großer Menge gleichartiger Produkte (z. B. Automobilindustrie) unterschieden werden.
- Einzel- und Kleinserienfertigung = unter 20 Stück pro Monat. (Bei 5-Tage-Woche = max. 1 Stk/Tag)
- Mittelserienfertigung = 20–1000 Stück pro Monat.
- Großserienfertigung = über 1000 Stück pro Monat.[11][12]

Weiter kann zwischen der auftragsorientierten und der marktorientierten Serienfertigung unterschieden werden. Bei der auftragsorientierten Serienfertigung werden teilweise standardisierte Produkte nach einem Kundenauftrag in bestellter Menge gefertigt. Bei der marktorientierten Serienfertigung werden teilweise standardisierte Produkte für überwiegend anonyme Abnehmer oder für eine dem Hersteller noch nicht bekannte Anzahl von Abnehmern produziert, im Umfang der prognostizierten (bekannten Nachfrage) Menge.

## Beispiele für Industrien mit Serienfertigung
- Automobilindustrie
- Automobilzuliefererindustrie: Reifen, Felgen, Lack
- Mode: Kleider, Anzüge, Schuhe
- Standardmaschinenbau
- Apparatebau
- Möbelindustrie
- Pharmaerzeugnisse
- Metallindustrie
- 2012 teilte Siemens mit, seine Windkraftanlagen-Fertigung auf Serienfertigung umzustellen[13]
- Halbleiterindustrie
- Bau- und Immobilienbranche

## Begriffs- und Bedeutungsfelder der Serienproduktion
So lässt sich der Begriff der Serienfertigung betreffend Anzahl bei mit gleichzeitig einher gehender Gleichheit (z. B. grüne Kleider gleichen Zuschnitts in gleicher Größe oder ein gedruckter Text in einer Zeitschrift oder einem Buch) bzw. Gleichartigkeit je Produkt (Auswurf/Output beispielsweise eines Buches gebunden oder broschiert), Vereinzelbarkeit aus der Anzahl des jeweiligen Produktionsgutes und einer zugleich hohen Herstellungsgeschwindigkeit je Exemplar pro Maschinenstunde (Durchsatz) mehr oder weniger eindeutig verorten.
Der Begriff der Gleichheit im/am Produkt beispielsweise stellt so fest, dass die Produktionsschritte und ihre Abfolge gleich sein müssen, also Abänderungen oder gar Fälschungen innerhalb einer laufenden Produktion wegen nicht vorhandener Zeit (Durchsatz) ausgeschlossen werden können (Kausalitätsprinzip).
So ist die für alle Wissenschaften unabdingbare durch die Serienproduktion erst entstehende Texttreue ermöglicht worden, die bei einem gedruckten Text aufgrund des Kausalitätsprinzips selbstverständlich angenommen wird.
Bezeichnet die Serienfertigung so zwar eine Produktion von gleichen Einzelstücken in (einst) größeren und heute großen Mengen, die auch in einzelne Stationen gegliedert sein kann – und es meist auch ist (und innerhalb einer Station immer sich wiederholende Abläufe ereignen oder ausgeführt werden, wie dies etwa ursprünglich und charakteristisch bei der Einzelblattschöpfung in der frühen Papierherstellung der Fall ist oder etwa der Pergamentherstellung am Spannrahmen) – oder ob sie einer Fertigung an einer sog. Produktionslinie entspricht, jedoch immer mit einer gewissen Unschärfe in Bezug der Produktionsmittel. Der Begriff der Serienfertigung in seiner Geschichte unterliegt einer zunächst abstrakt ergebnisorientierten, d. h. stückbezogenen Sicht und berücksichtigt ebenfalls nicht eindeutig, wie hoch der von Produktionsmitarbeitern erbrachte Tätigkeitsanteil für einzelne Vorgänge eines an sich gleichen Produktes während der Produktion ist oder ob es sich um eine beinahe rein automativ-maschinelle Produktion handelt, die allein von Industrierobotern bewerkstelligt wird.
Die Gründe dafür, sind u. a. darin zu finden, dass bis ca. 1975, Fortschritte jeweils nur in gewissen Bereichen und nur einzelnen Branchen erfolgten; dann, mit dem Einsatz von erschwinglich gewordenen computergestützten Formen der Produktion, die neuen Möglichkeiten branchenübergreifend nutzbar gemacht wurden. Insgesamt verlagerten sich auch die Explorationsfelder der Massen- bzw. Serienfertigung in der Zeit zwischen 1980 und 2010 in Richtung des Wissens (sowohl Ingenieurswissen und Planbarkeitsmodelle für das Management, die sich wegen gleichartig gestalteter Software letztlich auch ähnlich sind, die hingegen nicht durchgängig als Serienprodukte gelten,) nachdem die mechanisch-physikalischen und materialtechnischen Aspekte des Produktionstyps Serienfertigung größtenteils erforscht und fast vollumfänglich einsetzbar geworden sind. Es bleiben jedoch sogenannte Zukunftsindustrien bestehen; sie bewegen sich aktuell vor allem in den Bereichen Bio-/ Nano-, Quanten- und Solartechnologie (Photovoltaik/PV) und Recycling/Energiegewinnung/Wassertechnologien und damit beziehen sie sich vermehrt auf einen Output, der auf Qualitäten und Mengen festgelegt ist, die zwar quantifiziert werden können (Liter, Wattstunden etc.) aber nicht mehr vereinzelt/vereinzelbar vorliegen.

### Abgrenzungen am Massenprodukt zwischen Gleichheit, Gleichartigkeit/Ähnlichkeit und »als gleich geltend«
Produkte aus der Serienproduktion können wegen ihrer Erscheinung, ihrer Packung und der Markenzugehörigkeit oder aufgrund ihrer Qualitäten, d. h. in Bezug auf ihre sie ausmachende Zutaten, Wirk- bzw. verwendeten Rohstoffe in der Verarbeitung bzw. der Produktion und in ihrem Gebrauchs-/Verbrauchszweck als gleich, gleichartig/ähnlich und »als gleich geltend« betrachtet werden.
Ein Text in einer Zeitschrift oder einem Buch gilt als gleich, wenn er auf einer bestimmten Seite und dort in einem bestimmten Abschnitt innerhalb des in Serie produzierten Werkes erscheint, d. h. die Zeichenfolge, Zeilendurchschuss und typographischer Satz sind gleich. Gleichheit gilt für den betreffenden Text auch dann, wenn er in einem anderen Werk als Zitat erscheint, dieses Zitat (bzw. Auszug aus der vorgefundenen Zeichenfolge) jedoch in einer anderen Zeilenaufteilung, Typografie etc. erscheint. Seinen Inhalt betreffend ist der gewählte Textauszug gleich, in seiner (neu) gestalteten Erscheinung ist er im neuen Werk jedoch lediglich gleichartig/ähnlich. Deshalb ist der Begriff der Texttreue grundsätzlich besser gewählt Gleichheit eines Produkts ist gegeben bei relativ unproblematischen Gütern (z. B. Badesalze einer bestimmten Duftrichtung, Waschpulver, Fertigmahlzeiten) wenn sie markengleich und gleich in ihrer Zusammensetzung (Verwendung von Grund- und Zusatzstoffen) sind, selbst dann, wenn die Paketgrößen stark variieren.
Von gleichartigen/ähnlichen Produkten kann gesprochen werden, wenn Produkte einem gleichen Zweck dienen (z. B. Schraubenschlüssel für Maschinen zur Einstellung eines Maschinenvorganges und Schraubenschlüssel für den Kfz-Mechaniker zur Befestigung von Reifenfelgen). Gleichartigkeit oder Ähnlichkeit ist auch festgestellt bei Büroordnern mit Zwei- oder Vierlochmechaniken oder wenn sie von verschiedenen Herstellern/Marken stammen.
Problematische Güterklassen, wie Medikamente oder chemische Stoffe und Gefahrengüter, die in der Serienproduktion Verwendung finden, um dann in Apotheken oder Drogerien als portionierte Produkte (Medikamente, Essenzen, Reinigungsmittel u. v. a.) in den Verkauf zu gelangen, haben eine als »gleich geltende« Gleichheit. Dies hat einerseits damit zu tun, dass beispielsweise Kräuter eine voneinander verschiedene Provenienz («Römische Kamille» aus Italien oder Spanien) oder eine abweichende Erntezeit haben, ihre Wirkung auf Menschen und Tier jedoch insgesamt typisch bleiben und durch Laboranalysen keine wesentlichen Wirkungsunterschiede festgestellt werden können, wie dies etwa auch bei sog. »Generika« größtenteils der Fall ist. Um eine größtmögliche Sicherheit und Nachvollziehbarkeit zu garantieren, werden die einzelnen Produktionsmengen als Chargen, Lose oder Partien bezeichnet, im Sinne eines sichtbaren, oftmals auf der Packung eingeprägten Vermerkes.

## Abgrenzung Serienfertigung, Sortenfertigung oder Massenfertigung
Serienfertigung, Sortenfertigung oder Massenfertigung lassen sich wie folgt unterscheiden:
| Fertigungsverfahren | Charakteristikum                                                                  | Beispiel            |
| ------------------- | --------------------------------------------------------------------------------- | ------------------- |
| Serienfertigung     | mehrere Einheiten verschiedener Produkte auf unterschiedlichen Produktionsanlagen | Automobilproduktion |
| Sortenfertigung     | mehrere Einheiten verschiedener Produkte auf einer Produktionsanlage              | Buchdruck           |
| Massenfertigung     | hohe Stückzahlen auf einer Produktionsanlage                                      | Getränkeherstellung |

## Unschärfen des Begriffs Serienfertigung/Serienproduktion

### Branchen- und werkabteilungspezifische Blickwinkel / sprachbedingte Unschärfen
Unschärfen des Begriffs der Serienfertigung entstehen auch, wenn von Teil-, Sorten-, Chargen-, Los- und Partie- und Stückgutfertigung gesprochen wird und alle diese erwähnten Fertigungstypen bzw. -mengen aus verschiedenen Blickwinkeln eines Industriebetriebes gesehen werden, d. h. aus der Sicht des Managements, des Controllings, der Prüfstelle der Zulieferungsprodukte (Input der Inhaltsstoffe), der Prozess- (Fabrikationsfaktoren) und Auswurfqualität (Produkteoutput).
Außerdem spielt der Branchenjargon ebenfalls eine gewisse Rolle für die jeweils gewählten, z. T. wechselweise gleichwertig verwendeten Begriffe der Teil-, Sorten-, Chargen-, Los- und Partie- und Stückgutfertigung. Es kann nicht ausgeschlossen werden, dass externe Sprachbezüglichkeit auch ein Einflussfaktor darstellt, so bezieht sich Charge (Ladung) mehr auf die französische Sprachtradition, demgegenüber Los auf die englische (Lot).
Unschärfen ergeben sich ebenfalls aus der synonymen Wortverwendung, in dem Serienproduktion sowohl den Produkteauswurf (effektive Produkte) meinen kann als auch den Prozess der Produktion selbst (und damit wiederum ein Synonym zur Serienfertigung bildet). Diese Mehrdeutigkeit ist vor allem den regionalen Formen der Dialekt- bzw. Umgangssprachen geschuldet.

### Mengen, Endlosprodukte und Portionierung
Bestimmte Produktegattungen nehmen wir in der Regel nicht direkt als Serienfertigung im Sinne von vielen und in vereinzelten Produkten (also eines unveränderbaren Produkteoutputs) wahr: wie Kabel und Seile auf Industrierollen, Klebebänder, Kitte, Pasten Leime, Pulver, Trockengüter (Gewürze, Früchte, Nüsse, Mehle), die zwar automativ und maschinell auf Produktionslinien gereinigt, je nach dem bearbeitet, verändert oder hergestellt/gemäß einer Rezeptur zusammengeführt und insbesondere auch portioniert/verpackt werden (z. B. auch Getränke und andere Flüssigkeiten).
Auch seriell anwendbare Direktverfahren in der Medizin und Pharmazeutik, gehören in diese Kategorie, wie etwa die Dünnschichtchromatographie, da die grundlegende Mittel (Streifen) und Mittler („Impfungen“/ Beschichtungen der Streifen) „in Serie“ hergestellt und für Labortests in Vereinzelung verwendet werden.
Wie ein weiteres Beispiel der Unschärfe aus dem Bereich der Papierindustrie zeigt, werden bei der Handschöpfung des Papiers mit Siebrahmen von Beginn an, die weiter zu verarbeitenden maximalen Längen- und Breitenverhältnisse eines Bogens von vornherein festgelegt und dieser Vorgang bringt letztlich auch die Anzahl Exemplare Papierbogen hervor. Bei der Papierendlosproduktion jedoch, die in der Geschichte der Papierproduktion auf verschiedenen Maschinentypen hergestellt wurde und wird, kann der Papierbogen in seiner Länge und/oder der Grammatur genau variiert und – wie für den Zeitungs- und Zeitschriftendruck üblich – zunächst auf Rollen gebracht und derart in der Druckindustrie zu Zeitungen und Zeitschriften weiter verarbeitet werden; das Endprodukt (also die Anzahl der handgeschöpfte Papierbogen, Rollen und die Zeitungs-, Zeitschriften- oder das Buchexemplar) wird schließlich als das seriengefertigte Produkt angesehen, da der Begriff der Serienfertigung die Zwischenschritte und Herstellungsaufwand, -dauer oder -zeitraum je Exemplar, wie sie die Produktionsmittel bedingen, erst einmal nur zusammenfasst. Ähnlich verhält es sich mit Lebensmittelverpackungen, die für leichte Konsumprodukte in sog. Folienröhren bzw. -tunnel gehüllt und deren Inhalt durch Schweißtrennung portioniert werden.

### Flugzeug-, Bahn- und Schiffbau
Eine weitere Gruppe von Erzeugnissen, wie Flugzeuge, Lokomotiven, Schiffe, die in Werften und Hallen/Hangars zusammengebaut und vorgängig entweder an einzelnen Stationen oder am Objekt selbst den gewünschten Formcharakter erhalten, bilden ebenfalls Serien (Typenserien bzw. Baureihen), die in Produkteklassen eingeteilt werden. Hierbei handelt es sich – in diesen Dimensionen – heute noch um Einzelproduktionen und/oder Kleinserien, dem gegenüber stehen Großproduktionen, etwa von Transportbooten und haben keine Fließbänder zur Grundlage ihrer Herstellung, sperren sich ebenfalls einer direkten Berechnung des Durchsatzes pro Maschinenstunde.

### Intermedialität/Logistik
Schließlich ergeben sich – wenn auch entlegener – Unschärfen in Bezug auf die mit der Serienfertigung fast untrennbar verbundenen „Produktionslinie“ bzw. Förderbänder, die in einigen Branchen nur intermediär als Transportmittel verwendet werden (Schüttgut im Bergbau, Kies- und Betonwerken) oder die im Paketmassenversand der Sortierung nach geographischen Kriterien dienen.
Linotype, die wohl bekannteste Setzermaschine, verfährt bei Guss und Formung der Bleibuchstaben in Zeilen und deren Lenkung auf den Seitenort auf der Matrize/Druckplatte, ebenfalls intermediär serienmäßig

## Kerndefinitionen
Insgesamt ist darauf hinzuweisen, dass ein Definitionskern besteht der grundsätzlich nicht zur Diskussion steht und der die verschiedenen (Teil-)Serienproduktionen voneinander unterscheidbar macht, deren Kern somit als maßgeblich angenommen wird. In der Regel geschieht dies in der Niederlegung als einer DIN- oder Europäische Norm – ein sogenanntes Normenblatt, herausgegeben mit gegenseitiger Text- bzw. Abbildungs-/Skizzenreferenzierung – aufgrund der dann die für die verschiedenen Wirtschaftsbereiche gültige Definitionstiefe und -varianten aus produktions-, liefer-, verpackungstechnischer und gesetzestextlicher Sicht etwas variiert.

### Chargen-, Partie-, Los- und Teilproduktion in der Fertigungs- und Verfahrensebene
Daher lassen sich grobe Unterscheidungsraster bilden nach den Qualitäten des Zulieferprodukts (Pflanzen für die Pharmazeutik etwa) und nach den Qualitäten des Produkteauswurfs (welches entweder in direkter Abhängigkeit des Zulieferprodukts oder des Produktionsverfahrens selbst stehen kann). Gewisse Aspekte gewinnen deshalb eine etwas andere definitorische Charakteristik, insofern sie in der mechanischen Fertigung (Fertigungstechnik) oder der chemisch-physikalischen Fertigung (Verfahrenstechnik) zugerechnet werden müssen.
Der Schnittpunkt zwischen Verfahrens- und Produktionstechnik bildet die Materialwissenschaft und die Nanotechnologie. Als klassisch darf das Aluminium gelten, dessen Entdeckung und Herstellung (zunächst durch chemische Reduktion, dann durch Schmelzflusselektrolyse von Bauxit) großtechnisch hergestellt werden konnte. Aluminium hat eine zweite wichtige Eigenschaft, die sich als bahnbrechend erwies: die Reoxidation (auch als Passivierung bekannt), so dass Verletzungen am Material auto-reaktiv teilweise wieder geschlossen werden, was allerdings betreffend Korrosionsschutz sich als nicht ausreichend erwies. Diese Eigenschaft hofft man für Beton (in diesem Fall bakteriell) nutzbar zu machen, so dass Risse gewissermaßen „selbstheilend“ geschlossen werden können. Die gleiche Reaktion (unter Anlegen von elektrischer Spannung) konnte an anderen Metallen bereits festgestellt werden und wurde wissenschaftlich beschrieben.

## Ideotypisierung: »Das Gleiche wird durch das Gleiche geschaffen«
In der größtmöglichen Ideotypisierung und Abstraktion wäre zu behaupten, dass »Gleiches durch Gleiches« geschaffen wird, was allerdings nur im Computerprogramm ELIZA annähernd und der sich selbst-replizierenden Software („self-replicative software“) ohne die Systemvoraussetzungen mitzudenken.
Selbst die »Produktion integrierter Schaltungen durch Integrierte Schaltungen« bedarf einer Umgebung, wie sie etwa durch Mikrokontroller bedingt ist und welche als Produktionswerkzeuge selbst quantitativ und qualitativ mehr sind und beinhalten, als die durch sie geschaffene einzelne Integrierte Schaltung/IC.

## Beispiele von Definitionsvarianten

### Stückgut
„Alles was sich am Stück transportieren lässt bezeichnet man in der Logistik als Stückgut. Dabei ist es unerheblich ob es sich um kleinste Einheiten wie ein Packstück oder um große Einheiten wie eine bepackte Palette handelt. […] Eine genaue Größenbestimmung von Stückgut ist im Grunde genommen so gar nicht möglich, denn es kann sich um eine komplette LKW-Ladung oder dem was ein Gabelstapler transportieren kann handeln. Diese Abgrenzung ist durch historische gewachsene Definitionen bedingt. Reformen im Transportrecht machen eine genaue Definition vor dem Hintergrund gegenwärtiger Dienstleistungskonzepte noch viel schwieriger.[…]“

„Ein Stückgut bezeichnet grundsätzlich immer Waren, der gleichen Art, wenn also z. B. eine Ladung Fahrräder, Fernseher oder ähnliches die transportiert werden soll. […]“

### Charge
„In der Chargenproduktion werden die einzelnen Produktionsschritte im wesentlichen zeitentkoppelt voneinander durchgeführt. […]“

„Teilmenge eines Materials, die getrennt von anderen Teilmengen desselben Materials im Bestand geführt wird. Beispiel(e): unterschiedliche Fertigungslose (z. B. bei Farben oder Arzneimitteln), Lieferlose, Qualitätsstufen eines Materials“

„[…] Unter einer Charge versteht der [deutsche] Gesetzgeber die Menge eines Arzneimittels, die in einem einheitlichen Herstellungsvorgang erzeugt wird, […]; der Europäische Gesetzgeber definiert eine Charge hingegen mit "der Partie einer Gesamtmenge und/oder eines Enderzeugnisses"[…]“

## Pro und Kontra der Serienproduktion

### Vorteile
Die Vorteile der Serienfertigung sind unter anderem die einfachere Herstellung des Produkts, da sich die Abläufe während einer Serie nicht ändern, was sich auch in höherer Qualität sowohl direkt als auch indirekt durch effektiveres Qualitätsmanagement niederschlägt. Das Produkt wird preiswerter, da die erforderlichen Maschinen optimiert und besser ausgelastet werden können. Außerdem ist die Beschaffung der erforderlichen Materialien in großen Stückzahlen deutlich kostengünstiger. Das Produkt steht in relativ großen Stückzahlen auf dem Markt zur Verfügung. Des Weiteren findet sich eine hohe Produktivität, kurze Durchlaufzeiten und tendenzielle geringe Transportkosten und Lagerkosten. Der Einsatz von angelernten Arbeitskräften ist durch die standardisierten Handlungsabläufe möglich. Durch die Fixkostendegression sinken die Stückkosten.

### Nachteile
Die Individualität einer Einzelfertigung geht verloren. Kleinere Hersteller und Manufakturen (wie etwa die Autoveredelungsbranche) können nur noch Nischenprodukte gewinnbringend herstellen. Anpassungen an Marktänderungen sind mit hohen Umstellungsaufwendungen (z. B. Rüstkosten) verbunden. Die Lagerkosten steigen, wenn mehrere Produkte, die nacheinander auf derselben Maschine hergestellt werden, gleichzeitig abgesetzt werden sollen. Im Gegensatz zur Einzelfertigung ist ein hoher Kapitalbedarf für Fertigungseinrichtung als Nachteil zu verzeichnen.

## Moderne Serienfertigung im Automobilbau
Aufgrund der Nachteile der klassischen Serienfertigung und der Vorteile der Einzelfertigung hat sich u. a. in der Automobilindustrie die individuelle Massenfertigung, auch Mass Customization genannt, herausgebildet. Im Automobilbau werden auf einer Montagelinie die unterschiedlichen Fahrzeuge für die individuellen Kundenaufträge 'in Serie' gefertigt. Besondere Kundenwünsche und Spezialausstattungen werden bei einigen Fahrzeugherstellern im Sonderwagenbau, der sich an die 'Serienfertigung' anschließt, umgesetzt. Damit die Serienfertigung reibungslos ablaufen kann, werden die Fertigungsabläufe vorher durch eine oder mehrere Vorserien erprobt.

## Wirtschaftshistorische Typisierungen der Serienproduktion seit dem Spätmittelalter bis heute
In der Geschichte der Serienfertigung, wie sie bereits früh, jedoch vor allem mit der industriellen Revolution begann und naturgemäß gleichermaßen im Informationszeitalter ihren Niederschlag findet, bezieht diese sich zunächst immer besonders auf technische Aspekte zur Optimierung der Ausbeute, während dann darauf folgende Forschungsergebnisse auch die ökonomischen, sozialen und psychologischen Verhältnisse und Umstände – manchmal in Streiflichtern – berücksichtigen.
Die Arbeitsteilung bzw. die Gruppierung nach Produzent, Produktion bzw. Produkten, hat sich in der geografischen Sichtweise der Ökonomie insgesamt natürlich ergeben, indem gewisse Produkte zunächst nur mithilfe vorgefundener Rohstoffe und Produktionsmittel (z. B. Wasser und Wasserläufe für Textilfärbereien und Kornmühlen, Wälder für die Köhlereien) oder spezifischer Produktionen, die in örtliche Lagen, z. T. außerhalb eines Gemeinwesens zur Ansiedelung kamen (beispielsweise Ledergerbung wegen geruchlicher Belästigung).
Eine Betrachtungsweise, welche die technisch-industriellen Erfindungen und Patente in ihrer Geschichte in den Fokus rückt, kommt auf ähnliche Ergebnisse, wenn auch institutionelle Entwicklungen seit der Renaissance – aufgrund von Universitäts- und Akademiegründungen – das Gesamtbild etwas undeutlicher werden lassen.
Innerhalb der makro-oekonomischen Einheit der Werkstätten und des Ateliers hat sich das Prinzip der Produktionsstationen herausgebildet, die aufgrund physikalischer Grundlagen (z. B. Trocknung in Pressen oder Zwingen für Papiere und Holz) oder (hoch-)spezialisierter Arbeitsvorgänge am Produkt selbst, sich in dieser Weise dem Produkt angepasst ergeben.
Die Serienfertigung entspricht insgesamt einem Produktionstyp mit großer und heute (auf der Arbeitskräfteebene) größter Arbeitsteilung. Das Prinzip der Serienproduktion, die ein Massenprodukt entweder vom Halbzeug weiterverarbeitet und/oder von der Entwicklung bis zum Endprodukt in großer Serie markt- bzw. absatzfähig werden lässt, wird meist an Stationen gefertigt, wie sie exemplarisch in der papierverarbeitenden Industrie vorgefunden wird. Aufgrund der ihr eigenen Prozesse ist es ebenso in der Stahlindustrie und verarbeitenden Metallindustrie (Schmelzen, Gießen, Walzen, Fräsen, Abkanten, Schleifen, Polieren) und der Landwirtschaft (z. B. Gemüseerntemaschinen mit integrierten, von mitfahrenden Arbeitskräften bedienten Entkrautungs- und Abpackungsstationen) verbreitet. Auch in der Software- und Textilindustrie wird generell von Arbeitsstationen gesprochen, wobei sich in diesen Bereichen das ursprüngliche Verständnis eines spezialisierten Arbeitsschrittes je Station stark aufweichen bis ganz auflösen kann (vgl. auch weiter unten in diesem Abschnitt), wie sich dies etwa an Nähmaschinenstationen zeigt, indem die Produktion eines beispielsweise grünen Kleides durch die Produktion einer roten Krawatte (oder Teilschritte davon) jederzeit rasch umgestellt bzw. wechselseitig ausgetauscht bzw. abgelöst werden kann, nicht zuletzt aufgrund einer ihr immanenten Universalität dieser Produktionsmittel, wie sie Rechner und Nähmaschine darstellen. Auf dieser Stufe der Produktionsfertigungsentwicklung und je nach Ausrichtung einer Branche, wird auch von Werkstatt-, Fließ- und Gruppenfertigung gesprochen.
Von modularen Systemen (meist Massen- und Variantenfertigung) wird im Zusammenhang der Fließbandproduktion gesprochen, indem einzelne vollautomatisierte Stationen zu- oder weggeschaltet werden können, durch Umleitung (z. B. an ein Modul mit anderer Verpackung und/oder Hinführung zu einer anderen Verschlussart für Behältnisse) oder durch jeweils zielführende Einstellung eines integrierten Moduls innerhalb einer Maschine (z. B. Buchproduktionsstraßen mit Einstellungsmöglichkeiten einzelner integrierter Module für Klein- und Großformate).

Modulare (Teil-)Systeme (oder auch Freie Fertigungssysteme, FFS) arbeiten heute in der Regel jedoch rechnergestützt, wie es das Beispiel des CAD zeigt, indem die entsprechenden Produktionsdaten einer vollautomatisierten CNC-Maschine oder einem Industrieroboter (Computer-integrated manufacturing/CIM bzw. Manufacturing Execution System/MES) zugeführt wird.
Insgesamt folgt in der Geschichte der Serien- bzw. Massenproduktion die Aufteilung von Arbeitsschritten, indem das Konzept des Berufes (und das der Werkstatt, mit mehreren verschiedenen Tätigkeiten) aufgegeben wird, hin zu einzelnen Tätigkeiten oder Tätigkeitsschritten, um das zu erstellende Produkt in seinem vollen Leistungsumfang (materialtechnisch und mengenbezogen) und seiner Gewährleistung (Garantien, Beständigkeit, Haltbarkeit und Terminerfüllung) zu realisieren. Neuere Tendenzen zeigen jedoch, dass nebst einer produktetechnischen geforderten Segmentierung in (weitere) Teilarbeitsschritte – heute durch verbesserte Material- und Prozessverarbeitungskenntnisse möglich – die Ausgestaltung eines Serien- oder Massenprodukts gleichzeitig in Richtung gezielter individueller Ausgestaltung (mass-customizing) am Produkt direkt je Arbeitsschritt erfolgen kann und sich auch de Industrieroboter, bedingt durch einen vielfältigen Softwareeinsatz, näher zu einem universell einsetzbaren Produktionsmittel verändert. Damit gewinnen die Begriffe Systemmodul und Software in einer Produktionsanlage einen weiteren Aspekt, der in die Richtung des „Eines für Alles“ / „One fits all“ weist.

## Ikonographie der Serienfertigung

### Sonderpublikationen und Fotoliteratur
Die Firmen-, Jubiläums-, Ausstellungs- und Fotopublikationen (mitunter auch sog. Fotoliteratur), als eine Kategorie des auch die Wirtschaft betreffenden Schrifttums, reichen von der Zeitungsnotiz über Artikel in Zeitschriften, Separatdrucken bis zu voluminösen (Kunstdruck-)Buchbänden und beziehen sich damit direkt oder indirekt auf die Serienfertigung. Meist erbringen diese zurückschauenden Literaturformate (vermehrt ab ca. 1950) solche Darstellungen im Rahmen des „zu erhaltenden industriellen Erbes“, jedoch selten für eine generalisierte Geschichte der Technik bzw. einer allgemeinen Geschichte des Designs.

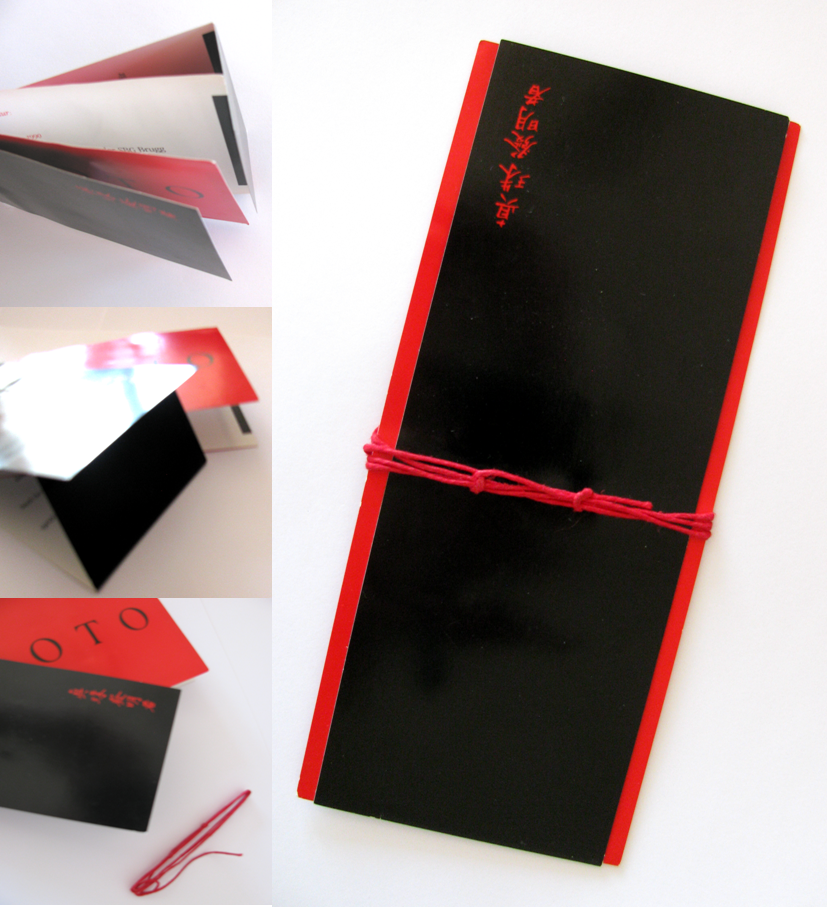
Einladungskarte für die Jubiläumsbegehung zum fünfjährigen Bestehen einer Firma mit einem zweiteiligen Flyer auf gestrichenem Halbkarton im Offsetdruck verarbeitet, umschnürt in klassischer japanischer Manier; äußeres Blatt in Wickelfalzung.

Die heute verfügbare Anzahl Firmen- – oder produktspezifischer Literatur ist kaum mehr zu überblicken und findet sich systematisiert als Kleinschrifttum (Ephemera), ebenso als Fotoliteratur in umfangreicheren Buchausgaben und als Festschrift- und Jubiläumsliteratur. Die Formen dieser Schriften besitzen mitunter auch große Originalität; zusammengenommen vereinen sie eine Fülle visuell-produktefotografischer, textlich-typographischer, haptischer und selbst olfaktorischer Aspekte (Duftpad – und Duftlackdruck). In jedem Fall sollen seriengefertigte Produkte in ihrer Einzigartigkeit herausgestellt werden und sie in ihrem charakteristischen Einsatz in ihrer zeittypischen Lebenswelt zeigen.

Wie in jedem anderen Bereich der Technik gibt es eine für den der Massen- bzw. Serienfertigung Sammlungen allgemeiner, teils markenübergreifender Bildbände und Monographien und sie heben dabei z. T. Gründer, einen Sachverhalt und/oder einzelne massenproduzierte Objekte hervor und können wahlweise auch Formen von Werbedokumentationsmaterial zu einzelnen Firmen und/oder Produktionsstätten annehmen. Im Großen und Ganzen besitzt dieses Schrifttum oft einen höchst bibliophilen Werk- und Sammelcharakter, so dass oftmals sowohl Druckerei, Buchbinderei und Jubilarsbetrieb gemeinsam die Unverwechselbarkeit eines Industrieproduktes und seine Singularität repräsentieren wollen und manchmal auch mit einhergehenden Rahmenveranstaltungen die für diesen Zweck geschaffene Buchausgabe(n) vermitteln.

### Ursprünge: lexikalische Ikonographie und historisierendes Kleinschrifttum
Frühe Erörterungen von in einzelne Arbeitsschritte unterteilten Tätigkeiten sind im „Ständebuch“ mit Holzschnitten von Jost Ammann und den Versen von Hans Sachs (verlegt in Frankfurt am Main 1568 beym Drucker S. Feyerabend) und später in lexikalischen Bezugnahmen in den Stichen auf Tafeln der Encyclopédie ou catalogue raissonné des Arts et des Métiers oder im Werk mit dem Titel „Volledige Beschrijving von allen konsten, ambachten, handwerken.“ (deutsch: Vollständige Beschreibung der Künste, des Handels und des Handwerks, 1806, Dordrecht); sie verfahren, als frühe Bilddarstellungen mit großem Sachbezug und bilden in diesem Fall nicht nur Berufe ab, sondern legen darauf Wert, die Fertigungsschritte, wie sie in den Werkstätten erbracht wurden, im Einzelnen verständlich und produktebezogen für die Leser begreifbar zu halten.
Diese und auch frühere Bilddarstellungen verweisen auf den allgemeinen Charakter von Arbeitsprozessen.
Mit der Ermöglichung von exklusiven Verkaufsrechten, wie sie auch die frühe Vergabe von Erfinderpatenten durch einen König beinhaltete, änderten sich bereits früher diese (bebilderten) Darstellungen, indem sie Porträt (des Erfinders oder Gründers) und Werksdarstellungen gemeinsam zueinander in Bezug setzen. Sie bilden einen Literaturtyp auch des Kleinschrifttums, der von Produktepräsentation bzw.-darstellung eines generalisierten Prinzips des Nutzens und der Produkte- und Fertigungsgüte ausgehen konnte, ohne die einzelnen (oft patentierten oder unter Verschluss gehaltenen Produktionsschritte und -prozeduren und/oder Rezepte oder finanzielle Voraussetzungen) zur Sprache bringen zu müssen. Literaturbeispiele dieser Art finden sich außerordentlich typisch auch noch bis in die späten 1980er Jahre und gerade in Branchen mit viel Traditionsbewusstsein, wie des Klavier- und Flügelbaus; oft auch findet man diese Art der Erinnerungsbezüge angereichert mit Fotos der Belegschaft, die zum Beispiel vor und um ihre durch Antriebsbänder betriebenen Maschinen stehen (ab ca. 1870).
Eine entscheidende Erweiterung brachten diese (Jubiläums-)Schriften ab ca. 1960 bis heute, die nicht allein dem Gründer gedachten, als vielmehr die kollektive Leistung der Belegschaft eines Werks berücksichtigen und die realisierten Visionen und Ideen im Zusammenhang mit dem Werkausbau und weiteren Leistungen (wie Wohnungsbau für Angestellte) in ihrer und für ihre Zeit phototypisch belegen. Diese Publikationsformen nehmen einen besonderen Platz ein, weil sie einen Zusammenhang zwischen Menschen und einer gemeinschaftlichen Leistung für ein Produkt veranschaulichen wollen, zugleich erbringen sie oft einen zunächst eben bildlichen Beleg, wie gesellschaftliche Schichtungen im Zusammenhang mit Arbeit bewertet oder diese Bewertungen streckenweise auch überwunden wurden (Demokratisierung); sie plausibilisieren ein Bewusstsein, dass zu allen Zeiten, gute Qualität mit einer guten Belegschaft erbracht werden kann und schaffen für den Kunden eine bleibende Erinnerung, haben auch die Absicht, sämtliche Produktevorzüge zu vereinen. Rückschauen werden schließlich auch anhand der Geschichte eines einzelnen Unternehmers bzw. Unternehmung dargestellt, jedoch kontextualisiert mit weiteren Elementen, wie etwa Architekturgeschichte und Denkmalschutz. Diese Publikationen arbeiten sehr selten mit speziellen Photo – und – Filmeffekten (interaktive Medien), die seit den 1950er Jahren durch Produktionsmittel aus der Kameraserienfertigung ermöglicht wurden, wie Polaroid-, Fischaug- und Weitwinkel-, Fotokoloration- und Grobkornaufnahmen, setzen jedoch – soweit die aus der Wissenschaft stammenden Ideen, welche in ihrer Echtheit der Wiedergabe, damit der Wahrheitstreue und folglich des verpflichtenden Wahrheitsgehaltes transportiert werden müssen – die UV-/IR-, Mikro-/Makrofotografie ein, unter gänzlichem Verzicht „epischer“ Erzählweisen oder Bezüge zu einer künstlerisch verwertbaren Virtualität, stattdessen kommen neue Materialien zum Einsatz, die in der Industrie – wenn auch teilweise unter großem Aufwand – in hoher Anzahl verarbeitet werden können und inzwischen auch in der Werbegeschenkindustrie Verbreitung gefunden haben.

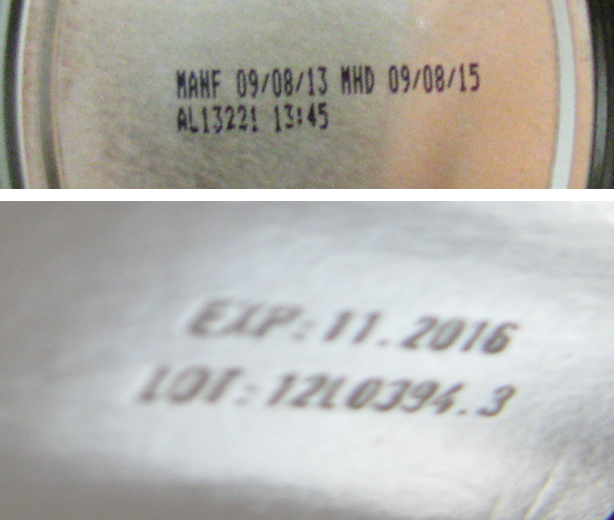
Oben: Losartikelnummernvermerk (LA), nebst Mindesthaltbarkeit (MHD) und Produktionsdatum.
Unten: Blind-/Bodenprägung mit Mindesthaltbarkeitsdatum (EXP/Expiring Date) auf Schachtel eines Medizinalschampoos

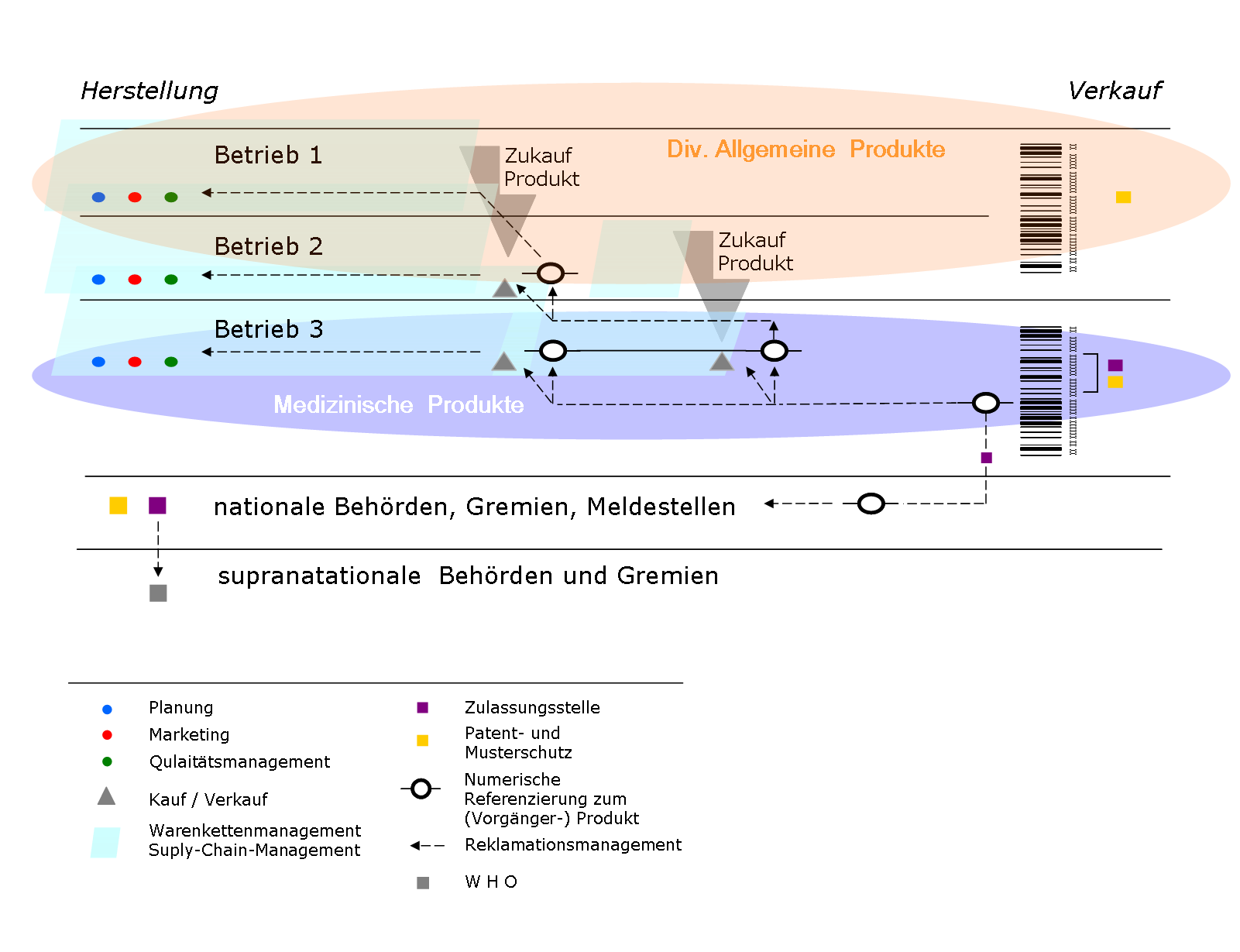
Eine durchgängige EAN-Codierung von im Endprodukt enthaltenen Teilprodukten wäre eine z. B. von den Industrie- und Handelskammern (IHK) kaum möglich zu erbringende personelle und technische Leistung. Im Bereich der Medikamente ist derzeit allerdings eine im EAN integrierte Teilnummer eingeführt, basierend auf einer von den Zulassungsstellen für Heilmittel vergebenen Nummer (vgl. unterer Dummycode im Bild).

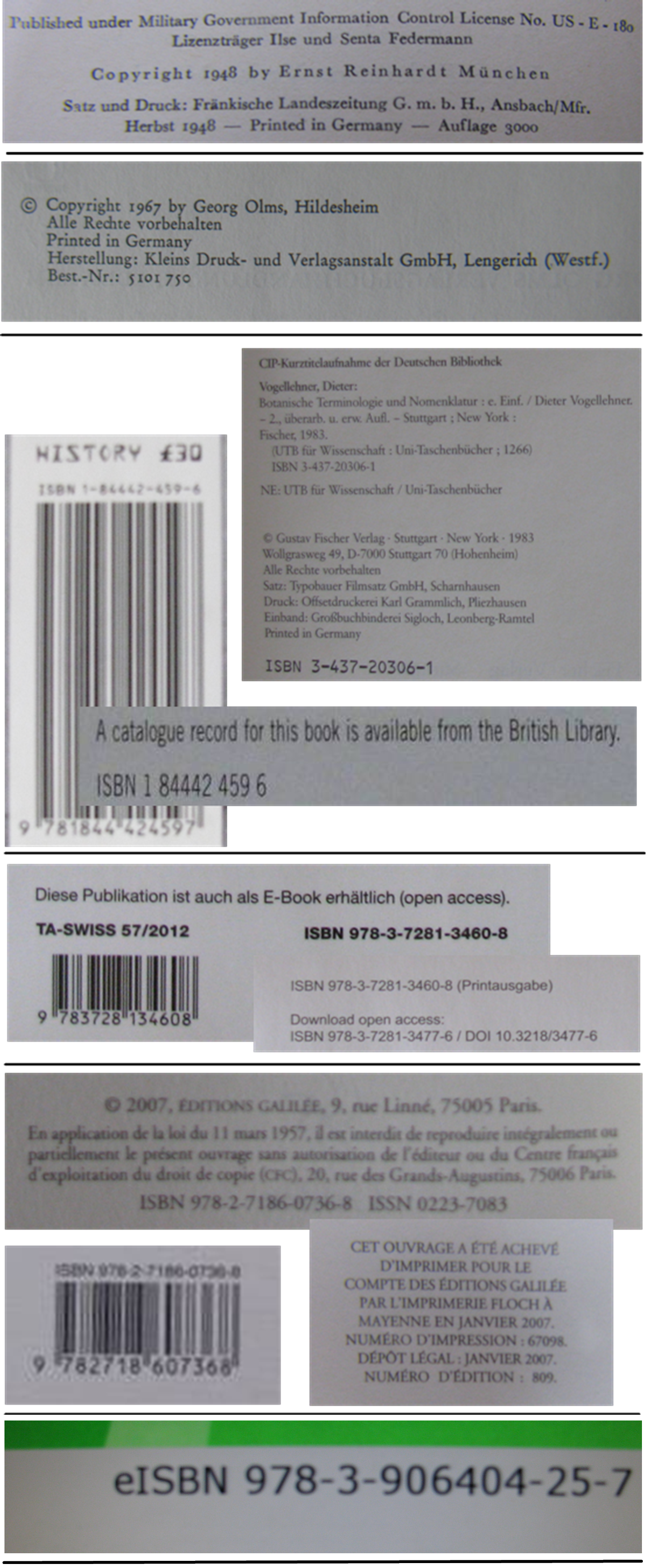
Etappen der Angleichung zwischen Internationalen Buchnummern und EAN/ISBN 13.

## Einzelstückmarken und -bezeichnungen in der Serien(teil)produktion
Um eine große Anzahl von (zum Teil visuell kaum mehr zu unterscheidenden) Produkten geordnet und planbar zu produzieren und lagertechnisch zu verwalten, ist es sinnvoll, sie derart zu bezeichnen bzw. zu markieren, dass eine eindeutige Unterscheidung möglich wird. Meist wird dafür ein (alpha-)numerisches System gewählt, welches in sich selbst bereits in abstracto Produktionsjahr/-monat-/tag, Ausstattung, Material und/oder Mischverhältnisse von Komponenten (z. B. Farben, Farbpigmente), Verwendungszweck und für elektronische Komponenten, die Anzahl integrierter Schaltungen, Programmierbarkeit, Kompatibilität und Lieferant sichtbar wird. Artikelbezeichnungen können einem nur (werk-)internen oder einem Erfinder-/Ingenieurszweck dienen oder sie sind auch für den Konsumenten – wo auch nicht direkt verständlich – so doch gewohnt und nutzbar (Strichcodierung für Bestellung und Reklamation).
Ein Bezeichnungssystem begleitet heute ein Produkt ab Herstellung bis zum Verkauf und ist für sämtliche Stellen seiner Verwertung (Produzent, Wiederverkäufer und Konsument) sinnvoll beizubehalten. Produktegruppen, die einen zeitlich beschränkten Verzehr bedingen oder einen Grundstoff in Varietäten verwenden müssen, sind werkseitig zusätzlich mit einer Chargen- (für Medikamente) oder Losnummer (für Lebensmittel) versehen, um Produktionstag und -zeit, zugekaufte und verarbeitete Stoffe, Produktionslinie etc. eindeutig versehen/bezeichnet. Sie sind allerdings für die Abnehmer nicht mehr immer oder in Gänze verständlich, stehen im Reklamationsfall für eine genaue Rückverfolgbarkeit allein dem Verkäufer und Produzenten zur Verfügung und dienen der Rückverfolgung auch im Sinne der ISO Zertifizierungen 9001 und 9002. Sie werden technisch auch als Verkehrsnummern bezeichnet.
Mehrkomponentenprodukte wie sie durch die Computerindustrie angeboten werden, haben eine Außenbezeichnung (mit einer eindeutigen Zuordnung der Leistungsmerkmale für den Käufer) und eine Vielzahl sie konstituierende Hard- und Softwareprodukte, die ihrerseits je wieder eine eindeutige Bezeichnung aufweisen (Artikelnummer des vom Händler angebotenen Gerätes, Artikelnummer der verbauten Leiterplatte im Gerät, Artikelnummern der auf der Leiterplatte verbauten Elemente, Softwareversionen etc.).
Betriebsspezifische Bezeichnungssysteme der 1950–70er Jahre wurden ab ca. 1978 bis 1985 in Europa verbindlich durch den EAN (Europäische Artikel Nummer) gestaltet. Entweder wurden ältere Bezeichnungen direkt durch den EAN ersetzt oder er hat bei Medikamenten und Lebensmitteln zusätzlich am Produkt ersichtlich zu sein (Chargenben- und Losnummerzeichnung).

### Teilartikelbezeichnung
Mit einer Artikelnummernvergabe bei Mehrkomponentenprodukten im Endverkauf, findet eine klassische Überlagerung der Gesichtspunkte statt. Die Sicht der Ingenieure – wie sie schließlich in einer technischen Dokumentation niedergelegt wird – kann durch Aspekte des Marketings und des Verkaufs, diese wiederum durch die Wahrnehmungen und Wünsche/Ansprüche des Käufers in komplexer Weise interagieren. Auf Produkteebene wären für eine Vergabe einer einzigen Nummer – wie sie mit der EAN beabsichtigt ist – je verschiedene Möglichkeiten in Betracht zu ziehen:
- bei Produkten, die zur Zweckerfüllung bereits aus mehreren Komponenten bestehen, Kugelschreiber oder etwa das klassische Einmachglas, bestehend aus Füllbehältnis, Deckel, Gummiring und Schnappverschluss. Fehlt eine Komponente oder wird sie unbrauchbar, kann der Gebrauchszweck nicht mehr als (gänzlich) erfüllt angesehen werden. Für diese Produkte gibt es in der Regel auch keine einzeln zu beziehenden Ersatzteile. Hier stellt sich die Frage, wie sinnvoll eine Nummernvergabe wäre, welche beispielsweise die von einem Herstellungsbetrieb zugekauften Teilprodukte ausweisen würde.

- Eine komplexere Sichtweise ist einzunehmen z. B. bei Rechnern, die im Endverkauf aus einem Hardwareblock (Gehäuse, Gehäuseanschlüsse, Leiterplatten, Sound- und Videokarten mit entsprechenden Befestigungen), Bildschirm und den diversen auch externen Anschluss- und Verbindungskabeln bestehen. Ein auf Allgemeinkunden ausgerichtetes Kaufhaus wird (um den Käuferzweck erfüllen zu können) diese Komponenten als ein sog. einheitliches (in sich eigentlich abgeschlossenes und zweckerfüllendes Produkt) verkaufen wollen (mit einer einzelnen für den Käufer sichtbaren Artikelnummer), um dem Kunden einen einfachen Zugang zu ermöglichen. Der Elektronikhändler wird bei Rechnern eine auf Einzelteile fokussierte Sicht bevorzugen, da seine Kundschaft ganz andere (z. B. Hardwareleistungs-)Ziele verfolgt. Das Angebot als (Computer-)Bausatz kann eine weitere, auf eine möglichst flexible Käufererwartung ausgerichtete Angebotspalette darstellen. Die Sicht des Ingenieurs auf die Produktepalette der Hardware (und damit für ihn sinnvolle, zweckerfüllende Herangehensweise) wird sich auf die Zusammenstellung von Komponenten beziehen, die alle wiederum eine jeweils eigene Artikelnummer tragen. Eine weitere Sicht wird diesbezüglich seitens der Hardwareindustrie eingenommen, welche zum Beispiel Einzelprozessoren nur dem Ingenieur und mit Leiterplatten fest verbundene Prozessoren dem Elektronikfachhändler verkauft. Garantiefragen und Produkteverkaufsbeschränkungen nach Berufen/Branchen – aufgrund strenger Produktehaftungsvorgaben – spielen hier die tragende Rolle.

- Erweiterungskomponenten – die (Digital-)Apparate der Berufsfotografie bieten für diesen Bereich eine gute Anschauung – entsprechen einer Produktepalette, bei welcher von vornherein klar ist, dass Erweiterungskomponenten dem Endkunden zur Verfügung gehalten werden (z. B. Weitwinkelobjektive), die nicht im Lieferumfang bei der Ersterwerbung zu erwarten/enthalten sind. Bei diesen Produkten wird in der Regel auf eine Nummerierung zurückgegriffen, die eine Zugehörigkeit zu(r) Grundkomponente(n) erkennen lässt.

Bereits diese Beispiele zeigen, dass die Vergabe von Nummern, wie es der EAN darstellt, zu einer schwierige Aufgabe werden kann, insbesondere für komplexe Produkte. Die EAN ist heute – aufgrund (erneut) revidierter Vorschriften – zum Teil bereits wieder obsolet bzw. wird sie nicht mehr für alle Produktbereiche in Europa geführt werden können – davon betroffen sind insbesondere mehrteilige Produkte/Artikel hinsichtlich Zusammengehörigkeit, Rückverfolgung und Rückrufbarkeit, wobei damit die Produkthaftlicht und -sicherheit und ihrer spezifischen Probleme nicht als zureichend wahrgenommen werden konnte in dem Sinne, dass sie in einer einzigen Produktnummer repräsentiert werden sollte.
Die EAN hat sich somit insbesondere für Verlagsprodukte bewährt, da es sich um Artikel handelt, die im Gebrauch unproblematisch und als Ganzes oder in seinen Teilen zwar vereinzelbar und dennoch zusammengehörig sind, wie Bünde einer Zeitung/Zeitschrift, deren Zusammengehörigkeit durch die Ausgabe-, Jahrgangsnummer und Ausgabedatum je Druckseite vermerkt wird (und wo nicht Ausrisse/Découpagen ohnehin sichtbar wären) oder bei mehrbändigen Buchausgaben, welche außerdem eine sogenannte Gesamt EAN/ISBN 13 erhalten, die in jedem einzelnen Impressum dieser Bände erwähnt werden (mit sogenannten „erläuternde Zusätze[n]“). Einer Gesamt-ISBN 13 ähnlich, entspricht die ISSN für (wissenschaftliche) Zeitschriften und Buchreihen; nebst der Seitennummerierung werden dort je Druckseite die/der Autor(Innen), der Titel der jeweiligen Beiträge und die Ausgabe-Nr. wiederholt, um Vollständigkeit (auch mithilfe gegenseitiger Referenzierungen) nachzuweisen.

#### Vom Druckvermerk zum Impressum und den EAN / ISBN 13
Ein Beispiel für die schrittweise abgestufte Integration des EAN darf das Verlagswesen gelten, welches zunächst ISBN/ISSN, ISBN-10 und EAN als Parallelbezeichnung führte, um sie schließlich als zusammengeführte EAN-ISBN-Codierung, ISBN 13 kenntlich zu gestalten. Der ISBN-EAN erscheint heute sowohl im Buchimpressum ohne – und auf dem Schutzumschlag mit Strichcode als dreizehnstellige Nummerngruppe.
Bei allen neuen Bezeichnungssystemen wurde darauf geachtet, dass eine rasche Einlese-, Erfassbarkeit und Verarbeitung durch elektronisches Lesen möglich ist (MARC, OCR), dessen Grundlage der elektronische Datenaustausch bildet (Electronic Data Interchange/EDI).